# Élections départementales de 2021 en Loir-et-Cher
Les élections départementales en Loir-et-Cher ont lieu les 20 et 27 juin 2021.

## Contexte départemental

### Assemblée départementale sortante
Avant les élections, le conseil départemental de Loir-et-Cher est présidé par Nicolas Perruchot (LR).
Il comprend 30 conseillers départementaux issus des 15 cantons du Loir-et-Cher.
| Président du conseil départemental   |       |       |      |                            |
| Nicolas Perruchot (LR)               |       |       |      |                            |
| Parti                                | Sigle | Sigle | Élus | Groupes                    |
| Majorité (21 sièges)                 |       |       |      |                            |
| Union des démocrates et indépendants |       | UDI   | 9    | Union pour le Loir-et-Cher |
| Les Républicains                     |       | LR    | 7    | Union pour le Loir-et-Cher |
| Divers droite                        |       | DVD   | 1    | Union pour le Loir-et-Cher |
| VIA, la voie du peuple               |       | VIA   | 1    | Union pour le Loir-et-Cher |
| Mouvement démocrate                  |       | MoDem | 3    | MoDem                      |
| Opposition (9 sièges)                |       |       |      |                            |
| Divers gauche                        |       | DVG   | 4    | Le Loir-et-Cher autrement  |
| Parti socialiste                     |       | PS    | 2    | Le Loir-et-Cher autrement  |
| Europe Écologie Les Verts            |       | EELV  | 1    | Le Loir-et-Cher autrement  |
| Génération.s                         |       | G•s   | 1    | Non-inscrits               |
| Les Républicains                     |       | LR    | 1    | Non-inscrits               |

## Système électoral
Les élections ont lieu au scrutin majoritaire binominal à deux tours. Le système est paritaire : les candidatures sont présentées sous la forme d'un binôme composé d'une femme et d'un homme avec leurs suppléants (une femme et un homme également).
Pour être élu au premier tour, un binôme doit obtenir la majorité absolue des suffrages exprimés et un nombre de suffrages au moins égal à 25 % des électeurs inscrits. Si aucun binôme n'est élu au premier tour, seuls peuvent se présenter au second tour les binômes qui ont obtenu un nombre de suffrages au moins égal à 12,5 % des électeurs inscrits, sans possibilité pour les binômes de fusionner. Est élu au second tour le binôme qui obtient le plus grand nombre de voix.

## Résultats à l'échelle du département

### Résultats par nuances du ministère de l'Intérieur
Les nuances utilisées par le ministère de l'Intérieur ne tiennent pas compte des alliances locales.
| Binômes                  | Binômes                              | Binômes                  | Premier tour | Premier tour | Premier tour | Second tour | Second tour | Second tour | Total | +/-           |  |
| Binômes                  | Binômes                              | Binômes                  | Voix         | %            | Sièges       | Voix        | %           | Sièges      | Total | +/-           |  |
| ------------------------ | ------------------------------------ | ------------------------ | ------------ | ------------ | ------------ | ----------- | ----------- | ----------- | ----- | ------------- |  |
|                          | Rassemblement national               | RN                       | 16 811       | 20,23        | 0            | 5 114       | 6,40        | 0           | 0     | en stagnation |  |
|                          | Divers droite                        | DVD                      | 14 638       | 17,62        | 0            | 19 337      | 24,21       | 10          | 10    | 10            |  |
|                          | Union des démocrates et indépendants | UDI                      | 8 683        | 10,45        | 0            | 10 601      | 13,27       | 6           | 6     | 4             |  |
|                          | Union à gauche avec des écologistes  | UGE                      | 8 055        | 9,69         | 0            | 3 677       | 4,60        | 2           | 2     | Nv.           |  |
|                          | Divers gauche                        | DVG                      | 6 481        | 7,80         | 0            | 9 202       | 11,52       | 4           | 4     | 2             |  |
|                          | Union au centre et à droite          | UCD                      | 6 094        | 7,33         | 0            | 9 008       | 11,28       | 4           | 4     | Nv.           |  |
|                          | Union à droite                       | UD                       | 4 883        | 5,88         | 0            | 4 348       | 5,44        | 0           | 0     | 16            |  |
|                          | Les Républicains                     | LR                       | 2 799        | 3,37         | 0            | 4 165       | 5,21        | 0           | 0     | 2             |  |
|                          | Écologistes                          | ECO                      | 2 611        | 3,14         | 0            | 1 976       | 2,47        | 0           | 0     | Nv.           |  |
|                          | Mouvement démocrate                  | MDM                      | 2 267        | 2,73         | 0            | 3 015       | 3,78        | 2           | 2     | en stagnation |  |
|                          | Parti socialiste                     | SOC                      | 1 952        | 2,35         | 0            | 2 353       | 2,95        | 0           | 0     | en stagnation |  |
|                          | Parti communiste français            | COM                      | 1 853        | 2,23         | 0            | 2 154       | 2,70        | 0           | 0     | en stagnation |  |
|                          | Union au centre et à gauche          | UCG                      | 1 701        | 2,05         | 0            | 3 120       | 3,91        | 2           | 2     | Nv.           |  |
|                          | Union à gauche                       | UG                       | 1 393        | 1,68         | 0            |             |             |             | 0     | 2             |  |
|                          | Divers centre                        | DVC                      | 1 117        | 1,34         | 0            | 1 797       | 2,25        | 0           | 0     | Nv.           |  |
|                          | Divers                               | DIV                      | 1 324        | 1,59         | 0            |             |             |             | 0     | en stagnation |  |
|                          | Union au centre                      | UC                       | 429          | 0,52         | 0            | 0           | Nv.         |             |       |               |  |
|                          |                                      |                          |              |              |              |             |             |             |       |               |  |
| Suffrages exprimés       | Suffrages exprimés                   | Suffrages exprimés       | 83 091       | 95,54        |              | 79 867      | 91,92       |             |       |               |  |
| Votes blancs             | Votes blancs                         | Votes blancs             | 2 475        | 2,85         | 4 098        | 5,64        |             |             |       |               |  |
| Votes nuls               | Votes nuls                           | Votes nuls               | 1 402        | 1,61         | 2 122        | 2,44        |             |             |       |               |  |
| Total                    | Total                                | Total                    | 86 968       | 100          | 0            | 86 087      | 100         | 30          | 30    | en stagnation |  |
| Abstentions              | Abstentions                          | Abstentions              | 155 586      | 64,14        |              | 155 716     | 64,19       |             |       |               |  |
| Inscrits / participation | Inscrits / participation             | Inscrits / participation | 242 554      | 35,86        | 242603       | 35,81       |             |             |       |               |  |

### Assemblée départementale élue
| Président du conseil départemental   |       |       |      |                                             |
| Nicolas Perruchot (LR)               |       |       |      |                                             |
| Parti                                | Sigle | Sigle | Élus | Groupes                                     |
| Majorité (16 sièges)                 |       |       |      |                                             |
| Union des démocrates et indépendants |       | UDI   | 7    | Union pour le Loir-et-Cher et Indépendants  |
| Les Républicains                     |       | LR    | 3    | Union pour le Loir-et-Cher et Indépendants  |
| Divers droite                        |       | DVD   | 4    | Union pour le Loir-et-Cher et Indépendants  |
| Divers gauche                        |       | DVG   | 2    | Union pour le Loir-et-Cher et Indépendants  |
| Opposition (14 sièges)               |       |       |      |                                             |
| Divers gauche                        |       | DVG   | 4    | Le Loir-et-Cher autrement                   |
| Les Républicains                     |       | LR    | 1    | La Droite Républicaine pour le Loir-et-Cher |
| Divers droite                        |       | DVD   | 3    | La Droite Républicaine pour le Loir-et-Cher |
| Mouvement démocrate                  |       | MoDem | 2    | CentreS41                                   |
| Divers gauche                        |       | DVG   | 2    | CentreS41                                   |
| Génération.s                         |       | G•s   | 1    | Non-inscrits                                |
| Europe Écologie Les Verts            |       | EÉLV  | 1    | Non-inscrits                                |

### Élus par canton
| Canton                  | Conseiller Sortant      | Parti | Parti | Conseiller Elu          | Parti | Parti |
| ----------------------- | ----------------------- | ----- | ----- | ----------------------- | ----- | ----- |
| Beauce                  | Claude Denis            |       | LR    | Pascal Huguet           |       | DVD   |
| Beauce                  | Maryse Persillard       |       | UDI   | Maryse Persillard       |       | UDI   |
| Blois-1                 | Geneviève Baraban       |       | PS    | Hanan El Adraoui        |       | EÉLV  |
| Blois-1                 | Benjamin Vételé         |       | G.s   | Benjamin Vételé         |       | G.s   |
| Blois-2                 | Yves George             |       | MoDem | Stéphane Baudu          |       | MoDem |
| Blois-2                 | Marie-Hélène Millet     |       | MoDem | Marie-Hélène Millet     |       | MoDem |
| Blois-3                 | Michel Fromet           |       | DVG   | Michel Fromet           |       | DVG   |
| Blois-3                 | Geneviève Repinçay      |       | DVG   | Geneviève Repinçay      |       | DVG   |
| Chambord                | Gilles Clément          |       | EÉLV  | Guillaume Peltier       |       | LR    |
| Chambord                | Patricia Hannon         |       | PS    | Virginie Verneret       |       | LR    |
| Montoire-sur-le-Loir    | Claire Foucher-Maupetit |       | DVD   | Claire Foucher-Maupetit |       | DVD   |
| Montoire-sur-le-Loir    | Philippe Mercier        |       | UDI   | Philippe Mercier        |       | UDI   |
| Montrichard Val de Cher | Dominique Chaumeil      |       | VIA   | Élodie Pean             |       | DVD   |
| Montrichard Val de Cher | Jean-Marie Janssens     |       | UDI   | Jacques Paoletti        |       | DVD   |
| Perche                  | Florence Doucet         |       | UDI   | Florence Doucet         |       | UDI   |
| Perche                  | Bernard Pillefer        |       | DVD   | Bernard Pillefer        |       | DVD   |
| Romorantin-Lanthenay    | Louis de Redon          |       | MoDem | Bruno Harnois           |       | DVG   |
| Romorantin-Lanthenay    | Isabelle Hermsdorff     |       | LR    | Tania André             |       | DVG   |
| Saint-Aignan            | Marie-Pierre Beau       |       | UDI   | Marie-Pierre Beau       |       | UDI   |
| Saint-Aignan            | Philippe Sartori        |       | UDI   | Philippe Sartori        |       | UDI   |
| Selles-sur-Cher         | Christina Brown         |       | LR    | Angélique Dubé          |       | DVG   |
| Selles-sur-Cher         | Jacques Marier          |       | LR    | Christophe Thorin       |       | DVG   |
| Sologne                 | Pascal Bioulac          |       | LR    | Pascal Bioulac          |       | LR    |
| Sologne                 | Isabelle Gasselin       |       | LR    | Agnès Thibault          |       | DVD   |
| Vendôme                 | Monique Gibotteau       |       | UDI   | Monique Gibotteau       |       | UDI   |
| Vendôme                 | Philippe Gouet          |       | UDI   | Philippe Gouet          |       | UDI   |
| Veuzain-sur-Loire       | Catherine Lhéritier     |       | LR    | Catherine Lhéritier     |       | LR    |
| Veuzain-sur-Loire       | Nicolas Perruchot       |       | LR    | Yves Lecuir             |       | DVD   |
| Vineuil                 | Michel Contour          |       | DVG   | Michel Contour          |       | DVG   |
| Vineuil                 | Lionella Gallard        |       | DVG   | Lionella Gallard        |       | DVG   |

## Résultats par canton
Les binômes sont présentés par ordre décroissant des résultats au premier tour. En cas de victoire au second tour du binôme arrivé en deuxième place au premier, ses résultats sont indiqués en gras. 

### Canton de la Beauce
| Candidats                | Candidats                  | Partis                   | Nuance                   | Premier tour | Premier tour | Second tour | Second tour |
| Candidats                | Candidats                  | Partis                   | Nuance                   | Voix         | %            | Voix        | %           |
| ------------------------ | -------------------------- | ------------------------ | ------------------------ | ------------ | ------------ | ----------- | ----------- |
|                          | Pascal Huguet              | DVD                      | DVD                      | 3 427        | 55,37        | 4 162       | 71,85       |
|                          | Maryse Persillard          | UDI                      | DVD                      | 3 427        | 55,37        | 4 162       | 71,85       |
|                          | Olivier Besnard            | RN                       | RN                       | 1 583        | 25,58        | 1 631       | 28,15       |
|                          | Christine Varneville       | RN                       | RN                       | 1 583        | 25,58        | 1 631       | 28,15       |
|                          | Pascal Boutron             | LFI                      | UGE                      | 1 179        | 19,05        |             |             |
|                          | Vanessa Lamorlette-Pingard | DVG                      | UGE                      | 1 179        | 19,05        |             |             |
|                          |                            |                          |                          |              |              |             |             |
| Suffrages exprimés       | Suffrages exprimés         | Suffrages exprimés       | Suffrages exprimés       | 6 189        | 93,72        | 5 793       | 90,80       |
| Votes blancs             | Votes blancs               | Votes blancs             | Votes blancs             | 248          | 3,76         | 434         | 6,80        |
| Votes nuls               | Votes nuls                 | Votes nuls               | Votes nuls               | 167          | 2,53         | 153         | 2,40        |
| Total                    | Total                      | Total                    | Total                    | 6 604        | 100          | 6 380       | 100         |
| Abstention               | Abstention                 | Abstention               | Abstention               | 11 046       | 62,58        | 11 274      | 63,86       |
| Inscrits / participation | Inscrits / participation   | Inscrits / participation | Inscrits / participation | 17 650       | 35,07        | 17 654      | 32,81       |

### Canton de Blois-1
| Candidats                | Candidats                | Partis                   | Nuance                   | Premier tour | Premier tour | Second tour | Second tour |
| Candidats                | Candidats                | Partis                   | Nuance                   | Voix         | %            | Voix        | %           |
| ------------------------ | ------------------------ | ------------------------ | ------------------------ | ------------ | ------------ | ----------- | ----------- |
|                          | Hanan El Adraoui         | EELV                     | UGE                      | 1 070        | 40,18        | 1 870       | 68,93       |
|                          | Benjamin Vételé          | G.s                      | UGE                      | 1 070        | 40,18        | 1 870       | 68,93       |
|                          | Marine Bardet            | RN                       | RN                       | 611          | 22,94        | 843         | 31,07       |
|                          | Lionel Segaud            | RN                       | RN                       | 611          | 22,94        | 843         | 31,07       |
|                          | Chérifa Adaissi          | DVD                      | UC                       | 429          | 16,11        |             |             |
|                          | Jean-François Mortelette | DVD                      | UC                       | 429          | 16,11        |             |             |
|                          | Keltoum Benyagoub        | DVD                      | LR                       | 298          | 11,19        |             |             |
|                          | Alexis Tireau            | LR                       | LR                       | 298          | 11,19        |             |             |
|                          | Danielle Mandard         | DIV                      | DIV                      | 255          | 9,58         |             |             |
|                          | Gildas Vieira            | DIV                      | DIV                      | 255          | 9,58         |             |             |
|                          |                          |                          |                          |              |              |             |             |
| Suffrages exprimés       | Suffrages exprimés       | Suffrages exprimés       | Suffrages exprimés       | 2 663        | 95,41        | 2 713       | 93,65       |
| Votes blancs             | Votes blancs             | Votes blancs             | Votes blancs             | 68           | 2,44         | 114         | 3,94        |
| Votes nuls               | Votes nuls               | Votes nuls               | Votes nuls               | 60           | 2,15         | 70          | 2,42        |
| Total                    | Total                    | Total                    | Total                    | 2 791        | 100          | 2 897       | 100         |
| Abstention               | Abstention               | Abstention               | Abstention               | 8 755        | 75,83        | 8 647       | 74,90       |
| Inscrits / participation | Inscrits / participation | Inscrits / participation | Inscrits / participation | 11 546       | 23,06        | 11 544      | 23,50       |

### Canton de Blois-2
| Candidats                | Candidats                | Partis                   | Nuance                   | Premier tour | Premier tour | Second tour | Second tour |
| Candidats                | Candidats                | Partis                   | Nuance                   | Voix         | %            | Voix        | %           |
| ------------------------ | ------------------------ | ------------------------ | ------------------------ | ------------ | ------------ | ----------- | ----------- |
|                          | Stéphane Baudu           | MoDem                    | MDM                      | 2 267        | 41,47        | 3 015       | 56,17       |
|                          | Marie-Hélène Millet      | MoDem                    | MDM                      | 2 267        | 41,47        | 3 015       | 56,17       |
|                          | Isabelle Nouari          | G.s                      | SOC                      | 1 952        | 35,71        | 2 353       | 43,83       |
|                          | Denys Robiliard          | PS                       | SOC                      | 1 952        | 35,71        | 2 353       | 43,83       |
|                          | Catherine Mercier        | RN                       | RN                       | 961          | 17,58        |             |             |
|                          | Cédric Pelé              | RN                       | RN                       | 961          | 17,58        |             |             |
|                          | Jean-Marc Janvier        | DIV                      | DIV                      | 287          | 5,25         |             |             |
|                          | Floriane Piednoir        | DIV                      | DIV                      | 287          | 5,25         |             |             |
|                          |                          |                          |                          |              |              |             |             |
| Suffrages exprimés       | Suffrages exprimés       | Suffrages exprimés       | Suffrages exprimés       | 5 467        | 95,46        | 5 368       | 92,84       |
| Votes blancs             | Votes blancs             | Votes blancs             | Votes blancs             | 178          | 3,11         | 290         | 5,02        |
| Votes nuls               | Votes nuls               | Votes nuls               | Votes nuls               | 82           | 1,43         | 124         | 2,14        |
| Total                    | Total                    | Total                    | Total                    | 5 727        | 100          | 5 782       | 100         |
| Abstention               | Abstention               | Abstention               | Abstention               | 10 285       | 64,23        | 10 234      | 63,90       |
| Inscrits / participation | Inscrits / participation | Inscrits / participation | Inscrits / participation | 16 012       | 34,14        | 16 016      | 33,52       |

### Canton de Blois-3
| Candidats                | Candidats                | Partis                   | Nuance                   | Premier tour | Premier tour | Second tour | Second tour |
| Candidats                | Candidats                | Partis                   | Nuance                   | Voix         | %            | Voix        | %           |
| ------------------------ | ------------------------ | ------------------------ | ------------------------ | ------------ | ------------ | ----------- | ----------- |
|                          | Michel Fromet            | DVG                      | UCG                      | 1 701        | 31,65        | 3 120       | 61,42       |
|                          | Geneviève Repinçay       | DVG                      | UCG                      | 1 701        | 31,65        | 3 120       | 61,42       |
|                          | Alain Duchalais          | LR                       | LR                       | 1 268        | 23,59        | 1 960       | 38,58       |
|                          | Catherine Ruellou        | LR                       | LR                       | 1 268        | 23,59        | 1 960       | 38,58       |
|                          | David Fricker            | LFI                      | UGE                      | 1 082        | 20,13        |             |             |
|                          | Sylvaine Ravion          | EÉLV                     | UGE                      | 1 082        | 20,13        |             |             |
|                          | Gisèle Hermeline         | RN                       | RN                       | 1 050        | 19,53        |             |             |
|                          | Geoffroy Revel           | RN                       | RN                       | 1 050        | 19,53        |             |             |
|                          | Maria-Isabel Garcia      | DIV                      | DIV                      | 274          | 5,10         |             |             |
|                          | Jean-Raymond Vitoria     | DIV                      | DIV                      | 274          | 5,10         |             |             |
|                          |                          |                          |                          |              |              |             |             |
| Suffrages exprimés       | Suffrages exprimés       | Suffrages exprimés       | Suffrages exprimés       | 5 375        | 95,61        | 5 080       | 90,71       |
| Votes blancs             | Votes blancs             | Votes blancs             | Votes blancs             | 172          | 3,06         | 342         | 6,11        |
| Votes nuls               | Votes nuls               | Votes nuls               | Votes nuls               | 75           | 1,33         | 178         | 3,18        |
| Total                    | Total                    | Total                    | Total                    | 5 622        | 100          | 5 600       | 100         |
| Abstention               | Abstention               | Abstention               | Abstention               | 10 219       | 64,51        | 10 243      | 64,65       |
| Inscrits / participation | Inscrits / participation | Inscrits / participation | Inscrits / participation | 15 841       | 35,49        | 15 843      | 35,35       |

### Canton de Chambord
| Candidats                | Candidats                | Partis                   | Nuance                   | Premier tour | Premier tour | Second tour | Second tour |
| Candidats                | Candidats                | Partis                   | Nuance                   | Voix         | %            | Voix        | %           |
| ------------------------ | ------------------------ | ------------------------ | ------------------------ | ------------ | ------------ | ----------- | ----------- |
|                          | Guillaume Peltier        | LR                       | UCD                      | 2 380        | 33,67        | 3 638       | 50,91       |
|                          | Virginie Verneret        | LR                       | UCD                      | 2 380        | 33,67        | 3 638       | 50,91       |
|                          | Gilles Clément           | EÉLV                     | DVG                      | 2 280        | 32,25        | 3 508       | 49,09       |
|                          | Hélène Pailloux          | DVG                      | DVG                      | 2 280        | 32,25        | 3 508       | 49,09       |
|                          | Yvon Chanson             | RN                       | RN                       | 1 257        | 17,78        |             |             |
|                          | Stéphanie Jahan          | RN                       | RN                       | 1 257        | 17,78        |             |             |
|                          | Jérémie Demaline         | PCF                      | UG                       | 794          | 11,23        |             |             |
|                          | Cléo Marchand            | PS                       | UG                       | 794          | 11,23        |             |             |
|                          | Caroline de Bodinat      | DVD                      | UD                       | 358          | 5,06         |             |             |
|                          | Richard Pichet           | DVD                      | UD                       | 358          | 5,06         |             |             |
|                          |                          |                          |                          |              |              |             |             |
| Suffrages exprimés       | Suffrages exprimés       | Suffrages exprimés       | Suffrages exprimés       | 7 069        | 96,33        | 7 146       | 93,82       |
| Votes blancs             | Votes blancs             | Votes blancs             | Votes blancs             | 186          | 2,53         | 328         | 4,31        |
| Votes nuls               | Votes nuls               | Votes nuls               | Votes nuls               | 83           | 1,13         | 143         | 1,88        |
| Total                    | Total                    | Total                    | Total                    | 7 338        | 100          | 7 617       | 100         |
| Abstention               | Abstention               | Abstention               | Abstention               | 12 562       | 63,13        | 12 289      | 61,74       |
| Inscrits / participation | Inscrits / participation | Inscrits / participation | Inscrits / participation | 19 900       | 36,87        | 19 906      | 38,26       |

### Canton de Montoire-sur-le-Loir
| Candidats                | Candidats                | Partis                   | Nuance                   | Premier tour | Premier tour | Second tour | Second tour |
| Candidats                | Candidats                | Partis                   | Nuance                   | Voix         | %            | Voix        | %           |
| ------------------------ | ------------------------ | ------------------------ | ------------------------ | ------------ | ------------ | ----------- | ----------- |
|                          | Claire Foucher-Maupetit  | DVD                      | DVD                      | 3 579        | 54,76        | 4 281       | 70,32       |
|                          | Philippe Mercier         | UDI                      | DVD                      | 3 579        | 54,76        | 4 281       | 70,32       |
|                          | Caroline Besnard         | DVG                      | UGE                      | 1 511        | 23,12        | 1 807       | 29,68       |
|                          | Christophe Chapuis       | PS                       | UGE                      | 1 511        | 23,12        | 1 807       | 29,68       |
|                          | Sébastien Claess         | RN                       | RN                       | 1 436        | 22,12        |             |             |
|                          | Adeline Izard            | RN                       | RN                       | 1 436        | 22,12        |             |             |
|                          |                          |                          |                          |              |              |             |             |
| Suffrages exprimés       | Suffrages exprimés       | Suffrages exprimés       | Suffrages exprimés       | 6 536        | 94,92        | 6 088       | 92,49       |
| Votes blancs             | Votes blancs             | Votes blancs             | Votes blancs             | 144          | 3,54         | 320         | 4,86        |
| Votes nuls               | Votes nuls               | Votes nuls               | Votes nuls               | 106          | 1,54         | 174         | 2,64        |
| Total                    | Total                    | Total                    | Total                    | 6 886        | 100          | 6 583       | 100         |
| Abstention               | Abstention               | Abstention               | Abstention               | 10 797       | 60,86        | 11 013      | 62,59       |
| Inscrits / participation | Inscrits / participation | Inscrits / participation | Inscrits / participation | 17 593       | 37,15        | 17 595      | 34,60       |

### Canton de Montrichard Val de Cher
| Candidats                | Candidats                | Partis                   | Nuance                   | Premier tour | Premier tour | Second tour | Second tour |
| Candidats                | Candidats                | Partis                   | Nuance                   | Voix         | %            | Voix        | %           |
| ------------------------ | ------------------------ | ------------------------ | ------------------------ | ------------ | ------------ | ----------- | ----------- |
|                          | Jacques Paoletti         | DVD                      | DVD                      | 2 436        | 40,52        | 3 440       | 61,04       |
|                          | Élodie Pean              | DVD                      | DVD                      | 2 436        | 40,52        | 3 440       | 61,04       |
|                          | Jean-Marie Janssens      | UDI                      | UD                       | 1 768        | 29,41        | 2 196       | 38,96       |
|                          | Élisabeth Pennequin      | DVD                      | UD                       | 1 768        | 29,41        | 2 196       | 38,96       |
|                          | Michel Chassier          | RN                       | RN                       | 973          | 16,18        |             |             |
|                          | Christine Grand          | RN                       | RN                       | 973          | 16,18        |             |             |
|                          | François Chancelier      | EELV                     | ECO                      | 835          | 13,89        |             |             |
|                          | Estelle Tronson          | EELV                     | ECO                      | 835          | 13,89        |             |             |
|                          |                          |                          |                          |              |              |             |             |
| Suffrages exprimés       | Suffrages exprimés       | Suffrages exprimés       | Suffrages exprimés       | 6 012        | 96,59        | 5 636       | 90,55       |
| Votes blancs             | Votes blancs             | Votes blancs             | Votes blancs             | 118          | 1,90         | 404         | 6,49        |
| Votes nuls               | Votes nuls               | Votes nuls               | Votes nuls               | 94           | 1,51         | 184         | 2,96        |
| Total                    | Total                    | Total                    | Total                    | 6 224        | 100          | 6 224       | 100         |
| Abstention               | Abstention               | Abstention               | Abstention               | 9 327        | 59,98        | 9 330       | 59,98       |
| Inscrits / participation | Inscrits / participation | Inscrits / participation | Inscrits / participation | 15 551       | 40,02        | 15 554      | 40,02       |

### Canton du Perche
| Candidats                | Candidats                | Partis                   | Nuance                   | Premier tour | Premier tour | Second tour | Second tour |
| Candidats                | Candidats                | Partis                   | Nuance                   | Voix         | %            | Voix        | %           |
| ------------------------ | ------------------------ | ------------------------ | ------------------------ | ------------ | ------------ | ----------- | ----------- |
|                          | Florence Doucet          | UDI                      | UDI                      | 3 340        | 56,08        | 4 123       | 73,81       |
|                          | Bernard Pillefer         | DVD                      | UDI                      | 3 340        | 56,08        | 4 123       | 73,81       |
|                          | Monique Baron            | RN                       | RN                       | 1 484        | 24,92        | 1 463       | 26,19       |
|                          | Éric Hellio              | RN                       | RN                       | 1 484        | 24,92        | 1 463       | 26,19       |
|                          | Dominique Besson-Soubou  | PCF                      | DVG                      | 1 132        | 19,01        |             |             |
|                          | Olivier Glorieux         | PS                       | DVG                      | 1 132        | 19,01        |             |             |
|                          |                          |                          |                          |              |              |             |             |
| Suffrages exprimés       | Suffrages exprimés       | Suffrages exprimés       | Suffrages exprimés       | 5 956        | 95,01        | 5 586       | 92,18       |
| Votes blancs             | Votes blancs             | Votes blancs             | Votes blancs             | 220          | 3,51         | 371         | 6,12        |
| Votes nuls               | Votes nuls               | Votes nuls               | Votes nuls               | 93           | 1,48         | 103         | 1,70        |
| Total                    | Total                    | Total                    | Total                    | 6 269        | 100          | 6 060       | 100         |
| Abstention               | Abstention               | Abstention               | Abstention               | 11 295       | 64,31        | 11 507      | 65,50       |
| Inscrits / participation | Inscrits / participation | Inscrits / participation | Inscrits / participation | 17 564       | 35,69        | 17 557      | 34,50       |

### Canton de Romorantin-Lanthenay
| Candidats                | Candidats                | Partis                   | Nuance                   | Premier tour | Premier tour | Second tour | Second tour |
| Candidats                | Candidats                | Partis                   | Nuance                   | Voix         | %            | Voix        | %           |
| ------------------------ | ------------------------ | ------------------------ | ------------------------ | ------------ | ------------ | ----------- | ----------- |
|                          | Tania André              | DVG                      | DVG                      | 1 186        | 27,53        | 2 336       | 55,99       |
|                          | Bruno Harnois            | DVG                      | DVG                      | 1 186        | 27,53        | 2 336       | 55,99       |
|                          | Louis de Redon           | MoDem                    | UCD                      | 909          | 21,10        | 1 836       | 44,01       |
|                          | Dominique Giraudet       | DVD                      | UCD                      | 909          | 21,10        | 1 836       | 44,01       |
|                          | Guillaume Besnard        | RN                       | RN                       | 808          | 18,76        |             |             |
|                          | Émilie Forget            | RN                       | RN                       | 808          | 18,76        |             |             |
|                          | Peggy Dupain             | LR                       | UD                       | 806          | 18,71        |             |             |
|                          | Pascal Goubert           | LR                       | UD                       | 806          | 18,71        |             |             |
|                          | Damien Antiga            | PS                       | UG                       | 599          | 13,90        |             |             |
|                          | Martine Griveau          | PCF                      | UG                       | 599          | 13,90        |             |             |
|                          |                          |                          |                          |              |              |             |             |
| Suffrages exprimés       | Suffrages exprimés       | Suffrages exprimés       | Suffrages exprimés       | 4 308        | 95,04        | 4 172       | 87,50       |
| Votes blancs             | Votes blancs             | Votes blancs             | Votes blancs             | 134          | 2,96         | 421         | 8,83        |
| Votes nuls               | Votes nuls               | Votes nuls               | Votes nuls               | 91           | 2,01         | 175         | 3,67        |
| Total                    | Total                    | Total                    | Total                    | 4 533        | 100          | 4 768       | 100         |
| Abstention               | Abstention               | Abstention               | Abstention               | 10 124       | 69,07        | 9 894       | 67,48       |
| Inscrits / participation | Inscrits / participation | Inscrits / participation | Inscrits / participation | 14 647       | 30,93        | 14 662      | 32,52       |

### Canton de Saint-Aignan
| Candidats                | Candidats                | Partis                   | Nuance                   | Premier tour | Premier tour | Second tour | Second tour |
| Candidats                | Candidats                | Partis                   | Nuance                   | Voix         | %            | Voix        | %           |
| ------------------------ | ------------------------ | ------------------------ | ------------------------ | ------------ | ------------ | ----------- | ----------- |
|                          | Marie-Pierre Beau        | UDI                      | UDI                      | 2 511        | 48,09        | 3 133       | 63,55       |
|                          | Philippe Sartori         | UDI                      | UDI                      | 2 511        | 48,09        | 3 133       | 63,55       |
|                          | Jean-Baptiste Baudat     | DVD                      | DVC                      | 1 117        | 21,39        | 1 797       | 36,45       |
|                          | Annick Sicard            | DVD                      | DVC                      | 1 117        | 21,39        | 1 797       | 36,45       |
|                          | Lucas Bisiaux            | RN                       | RN                       | 1 043        | 19,97        |             |             |
|                          | Catherine Kuntz          | RN                       | RN                       | 1 043        | 19,97        |             |             |
|                          | Christelle Bérenger      | PS                       | UGE                      | 551          | 10,55        |             |             |
|                          | Didier Thévenot          | PCF                      | UGE                      | 551          | 10,55        |             |             |
|                          |                          |                          |                          |              |              |             |             |
| Suffrages exprimés       | Suffrages exprimés       | Suffrages exprimés       | Suffrages exprimés       | 5 222        | 95,92        | 4 930       | 91,57       |
| Votes blancs             | Votes blancs             | Votes blancs             | Votes blancs             | 141          | 2,59         | 310         | 5,76        |
| Votes nuls               | Votes nuls               | Votes nuls               | Votes nuls               | 81           | 1,49         | 144         | 2,67        |
| Total                    | Total                    | Total                    | Total                    | 5 444        | 100          | 5 384       | 100         |
| Abstention               | Abstention               | Abstention               | Abstention               | 8 555        | 61,11        | 8 621       | 61,56       |
| Inscrits / participation | Inscrits / participation | Inscrits / participation | Inscrits / participation | 13 999       | 38,89        | 14 005      | 38,44       |

### Canton de Selles-sur-Cher
| Candidats                | Candidats                | Partis                   | Nuance                   | Premier tour | Premier tour | Second tour | Second tour |
| Candidats                | Candidats                | Partis                   | Nuance                   | Voix         | %            | Voix        | %           |
| ------------------------ | ------------------------ | ------------------------ | ------------------------ | ------------ | ------------ | ----------- | ----------- |
|                          | Angélique Dubé           | DVG                      | DVG                      | 1 473        | 28,45        | 2 968       | 57,37       |
|                          | Christophe Thorin        | DVG                      | DVG                      | 1 473        | 28,45        | 2 968       | 57,37       |
|                          | Aurélien Bertrand        | LR                       | LR                       | 1 233        | 23,81        | 2 205       | 42,63       |
|                          | Anne-Laure Chevalier     | LR                       | LR                       | 1 233        | 23,81        | 2 205       | 42,63       |
|                          | Dominique Leroy          | RN                       | RN                       | 1 205        | 23,27        |             |             |
|                          | Aurélie Suquet           | RN                       | RN                       | 1 205        | 23,27        |             |             |
|                          | Christina Brown          | LR                       | UD                       | 534          | 10,31        |             |             |
|                          | Yann Masson              | DVD                      | UD                       | 534          | 10,31        |             |             |
|                          | Touria Dehmej            | PS                       | UGE                      | 456          | 8,81         |             |             |
|                          | Pascal Delplace          | DVG                      | UGE                      | 456          | 8,81         |             |             |
|                          | Marielle Limoges         | DIV                      | DIV                      | 277          | 5,35         |             |             |
|                          | Bruno Maréchal           | DIV                      | DIV                      | 277          | 5,35         |             |             |
|                          |                          |                          |                          |              |              |             |             |
| Suffrages exprimés       | Suffrages exprimés       | Suffrages exprimés       | Suffrages exprimés       | 5 178        | 95,48        | 5 173       | 90,99       |
| Votes blancs             | Votes blancs             | Votes blancs             | Votes blancs             | 157          | 2,90         | 330         | 5,80        |
| Votes nuls               | Votes nuls               | Votes nuls               | Votes nuls               | 88           | 1,62         | 182         | 3,20        |
| Total                    | Total                    | Total                    | Total                    | 5 423        | 100          | 5 685       | 100         |
| Abstention               | Abstention               | Abstention               | Abstention               | 10 084       | 65,03        | 9 835       | 63,35       |
| Inscrits / participation | Inscrits / participation | Inscrits / participation | Inscrits / participation | 15 507       | 34,97        | 15 510      | 36,65       |

### Canton de la Sologne
| Candidats                | Candidats                | Partis                   | Nuance                   | Premier tour | Premier tour | Second tour | Second tour |
| Candidats                | Candidats                | Partis                   | Nuance                   | Voix         | %            | Voix        | %           |
| ------------------------ | ------------------------ | ------------------------ | ------------------------ | ------------ | ------------ | ----------- | ----------- |
|                          | Pascal Bioulac           | LR                       | DVD                      | 3 723        | 62,81        | 4 486       | 79,22       |
|                          | Agnès Thibault           | DVD                      | DVD                      | 3 723        | 62,81        | 4 486       | 79,22       |
|                          | Philippe Bobe            | RN                       | RN                       | 1 143        | 19,28        | 1 177       | 20,78       |
|                          | Jocelyne Leroy           | RN                       | RN                       | 1 143        | 19,28        | 1 177       | 20,78       |
|                          | Sébastien Dupont         | PS                       | UGE                      | 1 061        | 17,90        |             |             |
|                          | Marie-Noël Vanlerbergue  | PCF                      | UGE                      | 1 061        | 17,90        |             |             |
|                          |                          |                          |                          |              |              |             |             |
| Suffrages exprimés       | Suffrages exprimés       | Suffrages exprimés       | Suffrages exprimés       | 5 927        | 95,46        | 5 663       | 91,49       |
| Votes blancs             | Votes blancs             | Votes blancs             | Votes blancs             | 169          | 2,72         | 362         | 5,85        |
| Votes nuls               | Votes nuls               | Votes nuls               | Votes nuls               | 113          | 1,82         | 165         | 2,67        |
| Total                    | Total                    | Total                    | Total                    | 6 209        | 100          | 6 190       | 100         |
| Abstention               | Abstention               | Abstention               | Abstention               | 10 738       | 63,36        | 10 757      | 63,47       |
| Inscrits / participation | Inscrits / participation | Inscrits / participation | Inscrits / participation | 16 947       | 36,64        | 16 947      | 36,53       |

### Canton de Vendôme
| Candidats                | Candidats                | Partis                   | Nuance                   | Premier tour | Premier tour | Second tour | Second tour |
| Candidats                | Candidats                | Partis                   | Nuance                   | Voix         | %            | Voix        | %           |
| ------------------------ | ------------------------ | ------------------------ | ------------------------ | ------------ | ------------ | ----------- | ----------- |
|                          | Monique Gibotteau        | UDI                      | UDI                      | 2 832        | 50,30        | 3 345       | 60,83       |
|                          | Philippe Gouet           | UDI                      | UDI                      | 2 832        | 50,30        | 3 345       | 60,83       |
|                          | Coralie Boulot           | EELV                     | COM                      | 1 853        | 32,91        | 2 154       | 39,17       |
|                          | Patrick Callu            | PCF                      | COM                      | 1 853        | 32,91        | 2 154       | 39,17       |
|                          | Jacques Bourlier         | RN                       | RN                       | 945          | 16,79        |             |             |
|                          | Roselyne Helary          | RN                       | RN                       | 945          | 16,79        |             |             |
|                          |                          |                          |                          |              |              |             |             |
| Suffrages exprimés       | Suffrages exprimés       | Suffrages exprimés       | Suffrages exprimés       | 5 630        | 95,72        | 5 499       | 93,81       |
| Votes blancs             | Votes blancs             | Votes blancs             | Votes blancs             | 170          | 2,89         | 260         | 4,44        |
| Votes nuls               | Votes nuls               | Votes nuls               | Votes nuls               | 82           | 1,39         | 103         | 1,76        |
| Total                    | Total                    | Total                    | Total                    | 5 882        | 100          | 5 862       | 100         |
| Abstention               | Abstention               | Abstention               | Abstention               | 11 030       | 65,22        | 11 060      | 65,36       |
| Inscrits / participation | Inscrits / participation | Inscrits / participation | Inscrits / participation | 16 912       | 34,78        | 16 922      | 34,64       |

### Canton de Veuzain-sur-Loire
| Candidats                | Candidats                | Partis                   | Nuance                   | Premier tour | Premier tour | Second tour | Second tour |
| Candidats                | Candidats                | Partis                   | Nuance                   | Voix         | %            | Voix        | %           |
| ------------------------ | ------------------------ | ------------------------ | ------------------------ | ------------ | ------------ | ----------- | ----------- |
|                          | Yves Lecuir              | DVD                      | UCD                      | 2 805        | 47,70        | 3 534       | 64,14       |
|                          | Catherine Lhéritier      | LR                       | UCD                      | 2 805        | 47,70        | 3 534       | 64,14       |
|                          | Evelyne Dauron           | G.s                      | ECO                      | 1 776        | 30,20        | 1 976       | 35,86       |
|                          | François Thiollet        | EÉLV                     | ECO                      | 1 776        | 30,20        | 1 976       | 35,86       |
|                          | Annie Foucher            | RN                       | RN                       | 1 300        | 22,11        |             |             |
|                          | Michel Saliou            | RN                       | RN                       | 1 300        | 22,11        |             |             |
|                          |                          |                          |                          |              |              |             |             |
| Suffrages exprimés       | Suffrages exprimés       | Suffrages exprimés       | Suffrages exprimés       | 5 881        | 95,72        | 5 510       | 93,01       |
| Votes blancs             | Votes blancs             | Votes blancs             | Votes blancs             | 150          | 2,44         | 302         | 5,10        |
| Votes nuls               | Votes nuls               | Votes nuls               | Votes nuls               | 113          | 1,84         | 112         | 1,89        |
| Total                    | Total                    | Total                    | Total                    | 6 144        | 100          | 5 924       | 100         |
| Abstention               | Abstention               | Abstention               | Abstention               | 9 739        | 61,32        | 9 961       | 62,71       |
| Inscrits / participation | Inscrits / participation | Inscrits / participation | Inscrits / participation | 15 883       | 38,68        | 15 885      | 37,29       |

### Canton de Vineuil
| Candidats                | Candidats                | Partis                   | Nuance                   | Premier tour | Premier tour | Second tour | Second tour |
| Candidats                | Candidats                | Partis                   | Nuance                   | Voix         | %            | Voix        | %           |
| ------------------------ | ------------------------ | ------------------------ | ------------------------ | ------------ | ------------ | ----------- | ----------- |
|                          | Michel Contour           | DVG                      | DVG                      | 1 883        | 33,16        | 3 358       | 60,94       |
|                          | Lionella Gallard         | DVG                      | DVG                      | 1 883        | 33,16        | 3 358       | 60,94       |
|                          | Patricia Fhima           | UDI                      | UD                       | 1 417        | 24,96        | 2 152       | 39,06       |
|                          | Joël Rutard              | LR                       | UD                       | 1 417        | 24,96        | 2 152       | 39,06       |
|                          | Cédric Marmuse           | PS                       | UGE                      | 1 145        | 20,17        |             |             |
|                          | Florence Morit           | DVG                      | UGE                      | 1 145        | 20,17        |             |             |
|                          | Jean-Louis Berger        | RN                       | RN                       | 1 002        | 17,65        |             |             |
|                          | Mireille Leveau          | RN                       | RN                       | 1 002        | 17,65        |             |             |
|                          | Sihem Blanchet           | DIV                      | DIV                      | 231          | 4,07         |             |             |
|                          | Antoine Kreb             | DIV                      | DIV                      | 231          | 4,07         |             |             |
|                          |                          |                          |                          |              |              |             |             |
| Suffrages exprimés       | Suffrages exprimés       | Suffrages exprimés       | Suffrages exprimés       | 5 678        | 96,70        | 5 510       | 92,89       |
| Votes blancs             | Votes blancs             | Votes blancs             | Votes blancs             | 120          | 2,04         | 310         | 5,23        |
| Votes nuls               | Votes nuls               | Votes nuls               | Votes nuls               | 74           | 1,26         | 112         | 1,89        |
| Total                    | Total                    | Total                    | Total                    | 5 872        | 100          | 5 932       | 100         |
| Abstention               | Abstention               | Abstention               | Abstention               | 11 120       | 65,44        | 11 061      | 65,09       |
| Inscrits / participation | Inscrits / participation | Inscrits / participation | Inscrits / participation | 16 992       | 34,56        | 16 993      | 34,91       |